# Cerro Blanquillo
El cerro Blanquillo, también llamado Pedro Miguel, es un cerro de España que se encuentra en la sierra de las Villas, de la que es el punto más alto, dentro del parque natural de la Sierra de Cazorla, Segura y Las Villas.
- Datos: Q5762880